# Utazás (album)
Az Utazás című lemez Szörényi Levente első önálló nagylemeze, a felvételeket a már alakulóban lévő Fonográf együttes, és az Illés-együttes tagjai, Illés Lajos kivételével készítették. A lemez stílusa eltér az Illés-együttes stílusától, a country zene beépítési kísérlete a beatzenébe. 

## Borítója
A lemez eredeti borítóján Szörényi Levente ágyban, párnák között fekve szerepelt, kissé elvarázsoltan réved a távolba, fölötte pillangószárnyszerű formában egy női szempár látható. Ezek a tervező, Szyksznian Wanda szemei, a fotókat pedig Huschit János készítette. Miután Aczél György megtekintette, kábítószeres utalást vélt benne felfedezni, s rögtön telefonált Erdős Péternek. (Nádori Péter, az MHV kiadói osztályának vezetője szerint Barna Andrásné, a minisztérium zene- és táncművészeti főosztályának vezetője állította le, Bors Jenőnek telefonált, hogy a "drogos, hippi borítóval" nem jelenhet meg az album.)
A lemez így bár 1973 karácsonya előtt egyik reggel kikerült a boltokba, de dél körülre már vissza is vonták, ezért kevés példány maradt fenn belőle. Az albumhoz ezért új lemezborítót készítettek, amely Bányai István műve. "A" oldalára Levente írt egy 6. dalt is, Hidd el, ez Ő címmel, de ezt Erdős Péter letiltotta. A felvétel később, 2001-ben a Fonográf együttes Használat előtt felrázandó című, ritkaságokat és rádiófelvételeket tartalmazó korongján jelent meg. A lemez stílusa határozta meg később az még ekkor csak megalakulóban lévő Fonográf együttes repertoárját.

## Az album dalai
Minden dal Szörényi Levente és Bródy János szerzeménye, kivéve azok, ahol a szerzőség jelölve van.

### A oldal
1. Zazi – 3:59
2. Fénykereső (Tolcsvay László- Tolcsvay Béla) – 4:03
3. Az angolna – 3:14
4. Életrajz – 4:32
5. A lány, akit szerettem – 5:23

### B oldal
1. Vidéki kislány – 2:36
2. Bánatvirág – 3:36
3. Ne vágj ki minden fát – 2:46
4. Utazás (Szörényi Levente) – 5:28
5. Dal az ártatlanságról – 5:33
6. Ősz van már (Szörényi Levente) – 1:45

## Közreműködők
- Szörényi Levente – ének, akusztikus gitár, elektromos gitár
- Szörényi Szabolcs – ének, basszusgitár
- Bródy János – steel-gitár
- Pásztory Zoltán – tamburin, konga, timpani
- Tolcsvay László – ének, zongora, szintetizátor, akusztikus gitár, szájharmonika
- Móricz Mihály – ének, akusztikus- és elektromos gitár, szintetizátor
- Németh Oszkár – dob
- Papp Gyula – orgona
- Balázs Gábor – nagybőgő
- Muszty Bea – hegedű
- Dobay András – banjo
- Bódi Magdi, Várszegi Éva, Herczku Annamária – ének

## Külső hivatkozások
- Információk a Hungaroton honlapján Archiválva 2011. július 21-i dátummal a Wayback Machine-ben
- Discogs